# Joseph Halevi Horowitz Weiler
Joseph Halevi Horowitz Weiler (Johannesburg, 2 settembre 1951) è un giurista e docente sudafricano naturalizzato statunitense, rettore dell'Istituto universitario europeo con sede a Firenze, dirige i centri di ricerca internazionale Jean Monnet, lo Strauss Institute e il Tikva Center, presso il dipartimento di giurisprudenza della New York University.
Ha ricevuto la cittadinanza italiana per i meriti speciali conseguiti in Italia, su proposta avanzata dal Ministro dell'Interno.

## Premi e riconoscimenti
- Nel 2013, a Bertinoro, presso Forlì, ha ricevuto il Premio Leonardo Melandri per il dialogo fra le religioni monoteiste abramitiche[4].
- Nel 2022, presso la Sala Clementina in Vaticano, ha ricevuto da Papa Francesco il Premio Ratzinger; è la prima personalità di religione ebraica a ricevere tale riconoscimento[5].

## Opere
- Un'Europa cristiana (BUR Saggi, 2003)
- L’Europa è ancora cristiana?(BUR Saggi, 2025)
- Integration in an Expanding European Union: Reassessing the Fundamentals (Blackwell Publishing, 2003) (ed. con I. Begg e J. Peterson)
- European Constitutionalism Beyond the State (Cambridge University Press, 2003) (con M. Wind)
- The European Court of Justice (Academy of European Law, EUI / Oxford University Press, 2001) (ed. con G. de Búrca)
- L'Italia in Europa - Profili istituzionali e costituzionali (2000) (con M. Cartabia)
- The EU, the WTO, and the NAFTA: Towards a Common Law of International Trade? (Oxford University Press, 2000)
- What Kind of Constitution for What Kind of Polity?: Responses to Joschka Fischer (Robert Schuman Centre, EUI, 2000) (ed. con C. Joerges e Y. Mény)
- The Constitution of the Common Market Place: The Free Movement of Goods (1999)
- Kompetenzen Und Grundrechte--Beschränkungen Der Tabakwerbung Aus Der Sicht Des Europarechts (1999)
- The Constitution of Europe (Cambridge University Press, 1999)
- The European Court and National Courts: Doctrine and Jurisprudence (ed. 1998)
- Der Fall Steinmann (1998 and Supp. 2000)
- The Geology of International Law - Governance, Democray and Legitimacy (Zaörv, 2004)